# Reuzenvaraan
De reuzenvaraan (Varanus giganteus) is een hagedis uit de familie varanen (Varanidae).

## Naam en indeling
De wetenschappelijke naam van de soort werd voor het eerst voorgesteld door John Edward Gray in 1845. Oorspronkelijk werd de wetenschappelijke naam Hydrosaurus giganteus gebruikt.
In Australië wordt de soort 'perentie' genoemd, deze naam is afgeleid van het woord 'perente' uit de Pintubitaal, dat 'grote hagedis' betekent.

## Uiterlijke kenmerken
De reuzenvaraan is de op drie na grootste varaan. De komodovaraan, Papoeaanse varaan en Indische varaan worden groter. Deze varaan kan tot 2,4 meter lang worden, maar gemiddeld wordt het dier tussen de 1,75 en 2 m lang.
De lichaamskleur is donkerbruin tot bijna zwart, de jonge dieren zijn het donkerst. Op de staart is een gele dwarsband aanwezig en de rug draagt ronde gele vlekken die donker omzoomd zijn. De nek en hals hebben een afwijkende nettekening.
De jukbeenderen zijn duidelijk gekromd, de nek is opvallend lang.
De staart is zijwaarts afgeplat en langer dan het lichaam. De schubben op de bovenzijde van de staart zijn kleiner dan die aan de onderzijde. Het gewicht bedraagt rond de 15 kilogram met een maximum van 20 kg. De varaan heeft grote en krachtige poten waarmee hij goed en snel kan graven. De lange klauwen zorgen ervoor dat de hagedis in bomen kan klimmen en snel kan sprinten. Tevens staan ze vaak op hun achterpoten en staart om zo een beter zicht van de omgeving te krijgen, zoals wel vaker voorkomt bij varanensoorten.

## Levenswijze
Het menu van de reuzenvaraan bestaat uit insecten, hagedissen, vissen, vogels en kleine knaagdieren als ratten en konijnen. Grotere exemplaren eten ook wel kleine kangoeroes en wombats. Daarnaast wordt ook wel aas gegeten. De varaan foerageert actief naar voedsel. 's Nachts wordt gescholen in een zelfgegraven hol, dat ook dient als toevluchtsoord bij naderend gevaar. De reuzenvaraan komt niet algemeen voor en zal snel vluchten bij verstoring, waardoor het dier zelden door mensen wordt gezien.
Vijanden van de varaan zijn verscheidene slangen en dingo's. Daarnaast hebben ze te lijden onder parasieten zoals nematoden, teken, mijten en eencellige parasieten. De nematode Abbreniata perenticola is zelfs soortspecifiek en tast alleen de reuzenvaraan aan.

## Verspreiding en habitat
De reuzenvaraan komt endemisch voor in het centrale en westelijke deel van Australië en leeft in de staten Noordelijk Territorium, Queensland, West-Australië en Zuid-Australië. De varaan komt vooral voor op de droge vlaktes ten westen van het Groot Australisch Scheidingsgebergte.
De habitat bestaat uit diepe rotsspleten in woestijnachtige gebieden.

## Beschermingsstatus
Door de internationale natuurbeschermingsorganisatie IUCN is de beschermingsstatus 'veilig' toegewezen (Least Concern of LC).